# Menneskedyret
Pour plus de détails, voir Fiche technique et Distribution.
Menneskedyret (littéralement « l'animal humain ») est un film danois réalisé par Carsten Rudolf, sorti en 1995.

## Fiche technique
- Titre : Menneskedyret
- Réalisation : Carsten Rudolf
- Scénario : Carsten Rudolf
- Musique : Anders Koppel
- Photographie : Anthony Dod Mantle
- Montage : Morten Giese
- Production : Birgitte Hald
- Société de production : Nimbus Film Productions et Zentropa Entertainments
- Pays de production :  Danemark
- Genre : Drame
- Durée : 79 minutes
- Date de sortie : 
  - Danemark : 1er septembre 1995

## Distribution
- Cyron Melville : Frederik
- Michelle Bjørn-Andersen : la mère de Frederik
- Jens Okking : le père de Frederik
- Søren Pilmark : Præsten
- Morten Suurballe : Krause
- Benedikte Hansen : Gudmor
- Freja Johansen : Henriette
- Joan Maquardsen : la mère de Henriette
- Silas Holst : Ole
- Jesper Lohmann : Mogensen

## Distinctions
Le film a remporté de nombreux prix au Danemark.
- Roberts :
  - Meilleur film
  - Meilleur second rôle masculin pour Søren Pilmark
  - Meilleur scénario
  - Meilleure musique
  - Meilleure photographie
  - Meilleur montage
  - Meilleur son
  - Meilleurs maquillages

- Bodil :
  - Meilleur film
  - Nommé pour le meilleur acteur pour Jens Okking
  - Nommé pour le meilleur second rôle masculin pour Søren Pilmark
  - Nommé pour le meilleur second rôle féminin pour Michelle Bjørn-Andersenl